# Аеродроми Србије
Аеродроми Србије је српска државна компанија која поседује и управља са пет аеродрома у Србији. Седиште компаније је на аеродрому Константин Велики у Нишу.
Ово државно јавно предузеће основала је Влада Републике Србије 2. фебруара 2016. Главни задаци су управљање, развој и одржавање аеродромске инфраструктуре у Србији и региону. Аеродром Никола Тесла у Београду је једини већи аеродром у Србији којим не управља Државно предузеће Аеродроми Србије. Њиме управља француски конгломерат Vinci Airports. Планирани аеродром у  Требињу биће први аеродром ван Србије, у власништву и под управом Аеродрома Србије. Главни циљ је да сви аеродроми, осим аеродрома Никола Тесла, постану део Аеродрома Србије, ради лакшег и ефикаснијег управљања.

## Списак аеродрома
Аеродроми Србије управљају следећим аеродромима:
| # | Име аеродрома                  | Град     | Земља               |
| - | ------------------------------ | -------- | ------------------- |
| 1 | Аеродром Никола Тесла Београд  | Београд  | Србија              |
| 2 | Аеродром Ниш Константин Велики | Ниш      | Србија              |
| 3 | Аеродром Морава                | Краљево  | Србија              |
| 4 | Аеродром Поникве               | Ужице    | Србија              |
| 5 | Аеродром Бор                   | Бор      | Србија              |
| 6 | Аеродром Росуље                | Крушевац | Србија              |
| 7 | Аеродром Требиње               | Требиње  | Босна и Херцеговина |